# Лейкоцитоз
Лейкоцитоз — збільшення загальної кількості лейкоцитів у крові понад 9 г/л (9× 109/л). Лейкоцитоз не має самостійного значення, а є лише симптомом, що супроводжує розвиток багатьох хвороб.

## Класифікація
За механізмом виникнення лейкоцитози поділяють на справжні та несправжні.
1. Справжній лейкоцитоз — збільшення кількості лейкоцитів у крові, зумовлене посиленням лейкопоезу або збільшенням надходження лейкоцитів із депо кісткового мозку в кровоносні судини. За патогенезом справжній лейкоцитоз може бути реактивним або пухлинним.
2. Несправжній лейкоцитоз — збільшення кількості лейкоцитів у крові, зумовлене переходом лейкоцитів із пристінкового басейну в циркуляторний (перерозподільний лейкоцитоз) або зменшенням об'єму плазми та згущенням крові (гемоконцентраційний лейкоцитоз).

За збільшенням кількості окремих видів лейкоцитів у разі лейкоцитозу його поділяють на нейтрофільний, еозинофільний, базофільний, лімфоцитарний і моноцитарний. Часто збільшується кількість кількох видів лейкоцитів (наприклад, нейтрофільно-еозинофільний лейкоцитоз).
За причиною виникнення лейкоцитози поділяють на фізіологічні та патологічні.

## Етіологія

### Фізіологічний лейкоцитоз
- приймання їжі (при цьому число лейкоцитів не перевищує 10-12 × 109/л)
- фізична робота, приймання гарячих і холодних ванн
- вагітність, пологи, передменструальний період

З цієї причини кров потрібно здавати натще, перед проведенням тесту не варто виконувати важку фізичну роботу. Для вагітних, породілль встановлені свої норми. Те ж саме стосується дітей.

### Патологічний лейкоцитоз
- Різні запальні захворювання, які спричинюють переважно бактерії (пневмонія, сепсис, менінгіт, пієлонефрит, перитоніт, флегмона)
- Інфекційні захворювання (сальмонельоз, шигельоз, менінгококова інфекція, чума, інфекційний мононуклеоз тощо)

Якщо в гострій фазі інфекційного захворювання відсутній лейкоцитоз — це несприятлива ознака, що свідчить про слабку реактивності (опірності) організму. Деякі інфекційні захворювання перебігають з лейкопенією (черевний тиф, малярія, бруцельоз, кір, краснуха, грип, вірусний гепатит у гострій фазі).
- Запальні захворювання немікробної етіології (ревматоїдний артрит, системний червоний вовчак тощо)
- Інфаркти різних органів (міокарда, легень і т. д.) — в їх основі лежить асептичне (безмікробних) запалення
- Великі опіки з розвитком опікової хвороби.
- Велика крововтрата
- злоякісні захворювання (онкологія)

Винятки: метастази в кістковий мозок можуть порушувати кровотворення і спричиняти лейкопенію
- Проліферативні (лат. proles потомство + лат. ferreнести = розростання тканини організму в результаті новоутворення клітин) — захворювання системи крові (лейкози тощо), але це стосується тільки лейкемічної (більше 50-80 × 10 9 / л лейкоцитів) та сублейкемічної (50-80 × 10 9 / л лейкоцитів) форм.

Винятки: при лейкопенічній (вміст лейкоцитів у крові нижче норми) і алейкемічній (вміст лейкоцитів у крові нижче норми, відсутність бластних (незрілих) клітин) формах, лейкоцитоз не спостерігається.
- Уремія, діабетична кома
- Спленектомія (видалення селезінки) — лейкоцитоз 15-20 × 10 9 / л зі збільшенням кількості нейтрофілів до 90 %.

## Патогенез
Розрізняють чотири механізми виникнення лейкоцитозу:
1. збільшення утворення лейкоцитів в органах кровотворення реактивного характеру, що трапляється під час інфекції та некрозу тканин, та пухлинного характеру, що трапляється в разі пухлинної гіперплазії лейкопоетичної тканини, унаслідок чого збільшується мітотичний, дозрівльний і резервний басейн лейкоцитів у кістковому мозку.
2. прискорення виходу лейкоцитів із кісткового мозку в кров у наслідок підвищення проникності кістковомозкового бар'єру під впливом медіаторів запалення та глюкокортикоїдів, посилення протеолізу оболонки острівця гранулицтопоезу, септичних станів.
3. перерозподіл лейкоцитів завдяки їх мобілізації з пристінкового басейну в циркуляторний, що трапляється під час стресу, що супроводжується виділенням адреналіну та глюкокортикоїдів, в разі виникнення сильних емоцій, болю, перегрівання, переохолодження, у випадку дії ендоктоксинів мікроорганізмів, у наслідок перерозподілу крові в разі шоку чи колапсу.
4. зменшення об'єму плазми та згущення крові[3].

## Картина крові
У разі лейкоцитозу збільшення загальної кількості лейкоцитів супроводжується зміною лейкоцитарної формули — відсоткового вмісту окремих форм лейкоцитів за підрахунком 100—200 клітин у пофарбованому мазку крові. Для встановлення абсолютного характеру окремих видів лейкоцитозу розраховують абсолютний вміст різних форм грануло- та агранулоцитів в 1 л, позаяк сама лейкоцитарна формула показує лише відсотковий вміст лейкоцитів і відображає відношення між їхніми різними формами.
Лейкоцитоз часто супроводжується появою в крові незрілих клітин. Велика їх кількість характерна для сепсису, гнійних процесів, інфекційних хвороб, розпаду злоякісної пухлини.
| Лейкоцити                 | Кількість клітин | Кількість клітин | Кількість клітин |
| Лейкоцити                 | %                | в 1 л            | в 1 мкл          |
| ------------------------- | ---------------- | ---------------- | ---------------- |
| Базофільні гранулоцити    | 0—1              | 0—0,09 × 109     | 0—90             |
| Еозинофільні гранулоцити  | 2—5              | 0,08—0,45 × 109  | 80—450           |
| Нейтрофільні гранулоцити: |                  |                  |                  |
| а) метамієлоцити (юні)    | 0—1              | 0—0,09 × 109     | 0—90             |
| б) паличкоядерні          | 1—6              | 0,04—0,54 × 109  | 40—540           |
| в) сегментоядерні         | 51—67            | 2,04—6,03 × 109  | 2040—6030        |
| Моноцити                  | 4—8              | 0,16—0,72 × 109  | 160—720          |
| Лімфоцити                 | 20—40            | 0,8—3,6 × 109    | 800—3600         |